# Euselasia eunaeus
Euselasia eunaeus is een vlindersoort uit de familie van de prachtvlinders (Riodinidae), onderfamilie Euselasiinae.
Euselasia eunaeus werd in 1855 beschreven door Hewitson.